# Bandiagara Airport
Bandiagara Airport är en flygplats i Mali.   Den ligger i regionen Mopti, i den centrala delen av landet, 500 km öster om huvudstaden Bamako. Bandiagara Airport ligger 406 meter över havet.
Terrängen runt Bandiagara Airport är platt. Runt Bandiagara Airport är det ganska glesbefolkat, med 43 invånare per kvadratkilometer. Närmaste större samhälle är Bandiagara, 2,2 km nordväst om Bandiagara Airport. Trakten runt Bandiagara Airport består i huvudsak av gräsmarker.